# SIG MPX衝鋒槍
SIG MPX是一系列由西格&紹爾所研製及生產的冲锋枪，先後在2013年1月和同年11月分別位於美国内华达州拉斯維加斯舉辦的SHOT Show（美國著名槍展）和法国巴黎舉行的歐洲國際軍警裝備展上展出，發射9×19毫米、.40 S&W和.357 SIG這三種手枪子彈。
在第二代的MPX產品當中，有著從9×19毫米轉換為.357 SIG或.40 S&W口徑的系統；然而，自面世以來，卻尚未推出過可用於兩代的衝鋒槍產品當中的任何一代的第一方轉換套件。
其後西格&紹爾使用相同的導氣活塞系統，研製了與北約STANAG兼容的SIG MCX。

## 歷史
SIG MPX是國際著名的武器製造公司西格&紹爾的美國分公司的最新產品，它在2013年1月位於美国内华达州拉斯維加斯舉辦的SHOT Show（美國著名槍展）上首度展出，該衝鋒槍具有多個可提供軍隊和執法機關使用的擊發調變式配置，以及民用合法型的半自動民用型卡賓槍及沒有槍托的手槍版本。很顯然地，這種新型的衝鋒槍的設計目的是作為與美國市場上著名的HK MP5冲锋枪的競爭對手，但它也具有很強的出口潛力，特別是在價格達到了將更具有競爭力的層面時。

## 設計細節
SIG MPX的標準型號配有一根8.0英寸（203.2毫米）的槍管，裝填9×19毫米“帕拉贝鲁姆”彈藥。它配有可折疊的槍托和自由浮動式導軌。它的全自動循環射速達到850發／分鐘。MPX還提供不同的槍管長度，範圍從4.5到16英寸。
該衝鋒槍採用活塞短行程气动式自動方式、槍機頭迴轉式閉鎖、閉膛待擊、這些在衝鋒槍中很少見的設計特徵，以減少後座力，提高了武器的可靠性。其採用模塊化設計，可變換口徑，並具有多種型式，形成龐大的系統。
MPX衝鋒槍型僅供軍事和執法採用，而半自動版本則可於民用市場上銷售。該武器的半自動版本可在美國的大多數州註冊為短管步槍。
SIG MPX在諸多方面與其他衝鋒槍相比都頗具特色。

### 高度系列化、模組化设计
SIG MPX是一個包含了9×19毫米、.40 S&W和.357 SIG三種口径，外形有標準型（SIG MPX）、緊湊型（SIG MPX-K）、手槍型（SIG MPX-P）、微聲型（SIG MPX-SD）、加長型（SIG MPX-C）和手槍穩定支撐器槍托型（SIG MPX-P PSB）六種槍型的衝鋒槍系列，而並非單獨的一支衝鋒槍。此外不論長短，該系列衝鋒槍的護木具有鋁合金護木和碳纖維護木兩種；半透明聚合物彈匣有10、20、30發三種容彈量，彈匣口部加裝了金属襯，可以使抱彈口壁更薄，有利於優化進彈路線；槍托具有伸縮槍托、折疊槍托和Brace槍托可選，三種都是藉由機匣尾部的一小段MIL-STD-1913戰術導軌裝上。該系列衝鋒槍的附件包括消聲器、反射式瞄準鏡、單點式槍背帶等。
SIG MPX只需要更換槍管組件、槍機、彈匣等即可完成口徑轉換，更換不同的護木、槍管組件、槍托組件即可完成槍型轉換。理論上該槍可以組合出30種不同的槍型，可說是“將模塊化進行到底”。據西格&紹爾公司的講解人員介紹，SIG MPX的槍型、口徑轉換無需工具，即使在野外也可進行。
SIG MPX的槍管節套與槍管設置為一體，可以減少鋁合金機匣的受力。槍管採用了在衝鋒槍方面較為罕見的自由浮動式設計，只在槍管尾端與機匣相連接，而且連接方式比較特別：與其他衝鋒槍採用螺紋連接不同，其槍管組件與機匣連接部位為圓柱面配合，槍管組件的節套部位插入機匣對應位置，從側面穿入連接銷並且擰緊即可，這種風格與採用可快速更換槍管的机枪相似。

### 与AR-15／M16一致的操作方式
SIG MPX拉機柄、彈匣卡榫、空倉掛機解脫鈕、快慢機等控制和整體配置與AR-15／M16系列步槍可說是口徑一致，這樣的設計可以使已經習慣了使用M16系步槍和卡賓槍的使用者在最短時間以內即可熟練地使用這支衝鋒槍，縮短了學習過程和時間。其拉機柄雖然與M16一樣位於上機匣尾端，但外形呈“T”型，而且兩側各有一個用於使拉機柄定位的卡榫，用於防止射擊時拉機柄前後串動而傷及射手臉部——這樣的設計更為安全。另外，SIG MPX的快慢機、彈匣卡榫左右兩側都有設置，而M16僅設置在槍身左側，這一點比M16具有更大的優越性。
事實上，SIG MPX的以上特點也與西格&紹爾的步槍產品不無關係，西格&紹爾的SIG SG 516、SIG SG 716都是源於M16／M4系列，只是採取了氣動式活塞短行程自動方式。SIG MPX更像是以SIG SG 516為基礎，並融入模塊化設計理念所開發出的衝鋒槍產品。如不出所料，SIG MPX的發射機零部件與SIG SG 516應是相同的。這種產品開發模式是出於研發成本和技術成熟的正確決策。事實上，HK MP5研發也是基於這樣的模式，其設計源於HK G3。

### 氣動式自動方式
大多數發射手槍子彈衝鋒槍都採用了自由槍機式自動方式，但SIG MPX卻是少數採用了一般步槍採用的氣動自動方式（並且搭配轉拴式槍栓）。SIG MPX並不是“世界第一款”採用氣動自動方式的衝鋒槍，其他採取氣動自動方式的衝鋒槍還有中華人民共和國79式衝鋒槍、德国HK MP7衝鋒槍和俄罗斯SR-2希瑟衝鋒槍。SIG MPX採用氣動式自動方式的可能有以下兩個原因：

#### 轉換口徑需要
自由槍機的自動方式最關鍵的參數就是槍機質量，槍機質量必須與槍彈威力匹配，以防止因槍機過輕而導致後坐速度太快並發生炸殼故障，威脅射手安全；而槍機過重則導致後坐速度較低，不但影響可靠性，也使全槍質量增加。SIG MPX設計理念上要求能發射9×19毫米，.40 S&W和.357 SIG三種不同的手槍子彈，而這三種彈藥威力差異較大，如果採用自由槍機就需要三種不同質量的槍機。機匣結構是確定的，槍機的橫截面形狀就基本確定了，變化槍機質量只能是變化槍機的長短了，而這會涉及到發射機位置的變化，在設計上非常難以處理。顯然自由槍機不利於轉換口徑。
而氣動式這種自動方式能量調節較其他自動方式而言要方便得多，可以將導氣裝置設置在槍管組件上，不同口徑、不同槍管長度可藉由設置為不同的導氣孔直径來調節。當更換槍管組件後，導氣機構的參數自然能與所發射的槍彈匹配。與步槍子彈相比，手槍子彈火藥燃速較高而且能量較低，所以SIG MPX的導氣裝置應設置在更靠近槍管尾端的位置以保證有充足的火藥燃氣進入氣室推動槍機後坐，從而保證機構可靠性。

#### 射击精度需要
自由槍機式自動方式的槍機在後坐過程中沒有其他的動作耗散能量，而復進簧吸收的能量有限，所以槍機後坐到位的撞擊更劇烈。氣動式自動方式的槍機在後坐過程中存在開鎖、高速運動件帶動低速運動件的撞擊，能夠消耗掉一部分後坐能量。所以自由槍機式武器的槍機撞擊要大於氣動式自動方式，會對精度產生不利影響。採用氣動式原理的SIG MPX擁有更高的理論射擊精度。
SIG MPX的閉鎖機構與M16系列步槍基本相同，槍機頭設有多個鎖耳（英語：Lug），通過機匣上的導柱和槍機機框上的螺旋槽作用控制機頭的迴轉，從而完成閉鎖、開鎖等機構動作。導柱上端加工有一段平面，當槍機機框未復進到位時，該直面被機匣上的限位槽擋住，使其不能發生迴轉，避免機頭在完成推彈等動作時發生迴轉。當機頭進入節套後，該直面才脫離限位槽，槍機機頭才能迴轉。
該槍的槍機機構雖然與M16相同，但卻不會發生M16那樣的供彈可靠性問題。因為M16採用直接導氣自動方式，火藥殘渣會通過導氣管進入槍機內，影響槍機可靠運動；而SIG MPX採用活塞氣動式自動方式，火藥殘渣不會進入槍機內，即不存在這方面問題。同樣地，這可防止水或污垢進入腔室並導致故障，並且更容易裝上及使用抑制器。
SIG MPX採用兩根並聯的複進簧，兩根復進簧通過簧座固定，而且複進簧位於槍機機框上方。復進簧座與槍機機框之間採取燕尾槽的連接形式，拉機柄也與這個簧座相連。拉動拉機柄可帶動復進簧、槍機機框，進而帶動槍機向後。這樣的設計可以盡可能縮短機匣長度，而不必像M16那樣需要一部分槍托以容納復進簧，因此MPX可以採用伸縮槍托或折疊槍托結構。

### 瞄準具
標準MPX衝鋒槍的武器頂部整合了一條整體式MIL-STD-1913戰術導軌系統，而後部和前部就裝上了附接至戰術導軌的彈起摺疊式照門和準星。額外的瞄準具選擇是同樣藉由戰術導軌安裝的SIG反射式瞄準鏡，或是其他日間／夜間光学瞄准镜、紅點鏡／反射式瞄準鏡、全息瞄準鏡、夜視鏡和／或熱成像儀。頂部戰術導軌長度可以使用串連式安裝光學瞄準具，前後串連式安裝配置模式可以擴大瞄準具附件的加裝應用模式；而前護木兩側及底部三條則以便安裝對應導軌的戰術燈、雷射瞄準器（LAM，例如AN/PEQ-16A）和／或前握把。第二代版本改用Keymod護木，第三代版本則全數使用M-LOK護木。

## 衍生型

### 擊發調變型

#### MPX（标准型）
標準衝鋒槍衍生型，裝有折疊槍托或是三段可折疊槍托，三檔式快慢機和8.0英寸（203.2毫米）的槍管。

#### MPX-K（緊湊型）
緊湊衍生型，裝有114毫米（4.5英吋）槍管。

#### MPX-SD型（消声器型）
完全消聲的衍生型，裝有類似MP5SD的整體式消聲器、延長的前護木和8.0英寸（203.2毫米）的槍管。

### 純半自動型

#### MPX SBR
MPX的純半自動型。

#### MPX手槍（手槍衍生型）
純半自動的手槍型，取消枪托而保有8.0英寸（203.2毫米）的槍管，为美國法律定义的手枪。

#### MPX PSB（手槍衍生型）
純半自動的手槍型，裝有SIG SBX手槍型步槍穩定支托和8.0英寸（203.2毫米）的槍管。
2015年，美國菸酒槍炮及爆裂物管理局警告使用SIG SBX手槍型步槍穩定支托武器的用戶，使用裝有支架的武器肩射會構成了全國槍械法第二類槍械型武器，扭轉了先前所沒有作出的裁決。
然而，在2017年初，菸酒槍炮及爆裂物管理局將這一觀點撤回，再次使得穩定支托成為一個有吸引力的解決方案。

#### MPX-C型
半自動卡賓槍型，採用6.5英寸槍管和永久焊接在其以上、而實際上是整體抑制變體的擋板核心的修改型的9.5英寸槍口裝置特殊超長型消焰器。消焰器加上枪管的整體槍管長度达到406毫米是用以以符合美國法規。SIG聲稱該裝置是制動器，但在2013年，美國菸酒槍炮及爆裂物管理局裁定該組件是抑制器，並將MPX-C歸類為裝有整體式消聲器的槍械，因此將其歸類為全國槍械法第二類槍械型武器。2014年2月，菸酒槍炮及爆裂物管理局駁回了對該裁決的上訴；SIG通過對菸酒槍炮及爆裂物管理局提起民事訴訟作出回應，聲稱他倆採取了“任意和反复無常的行為”。2015年9月，聯邦法官保羅‧巴巴多拉Paul Barbadora維持了菸酒槍炮及爆裂物管理局的裁決。
作為回應，SIG已經宣布推裝有16英寸槍管而無槍口裝置的卡賓槍衍生型，命名為MPX卡賓槍。

## 使用者

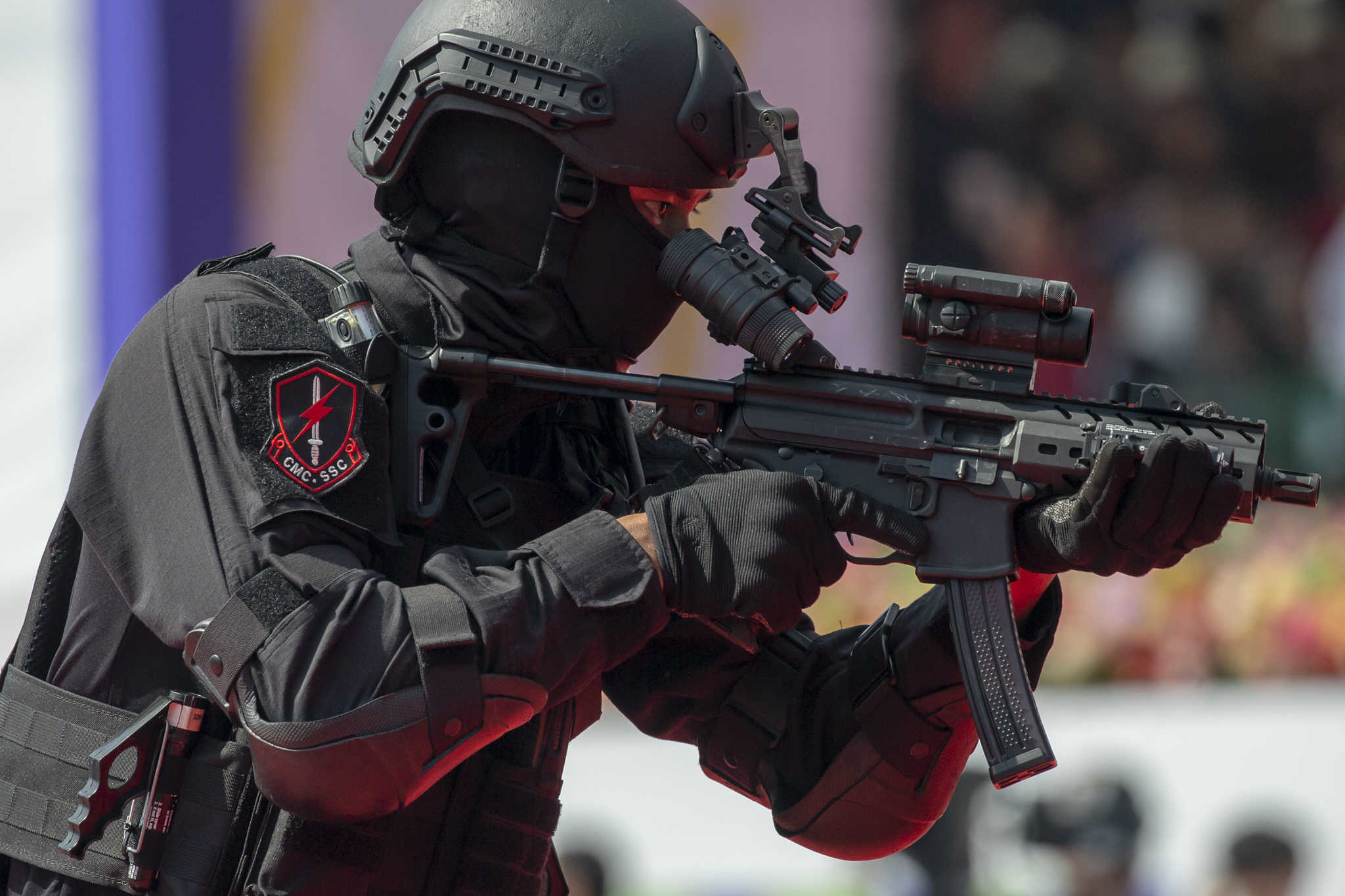
中華民國海軍陸戰隊特勤隊成員裝備的SIG MPX衝鋒槍

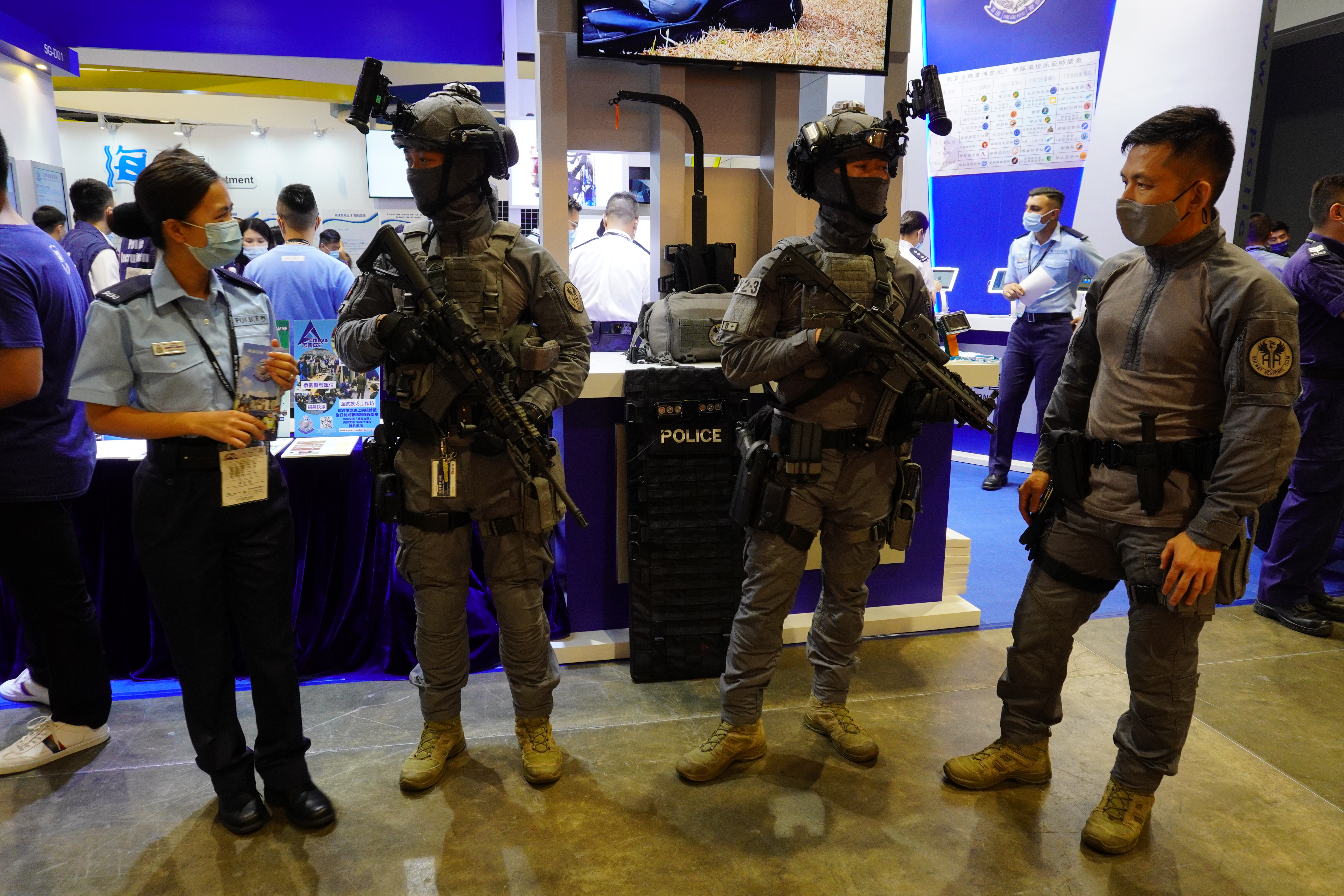
手持SIG MPX衝鋒槍的鐵路應變部隊成員（右）

- 阿根廷
  - 執法機關
- - 孟加拉陸軍（英语：Bangladesh Army）
- - 多米尼加共和國國家警察（英语：Dominican Republic National Police）
- 香港：香港警隊於2017年被德國禁售MP5新槍及零件而改向美國購入MPX[18][19]，惟美國在2020年5月認定香港已失去「高度自治」並於2020年6月29日宣布對香港實施防衛用品禁運[20][21][22]，並在2021年1月2日通過的《國防授權法案》對香港警察實施制裁[23]，香港警察雖已增購1,000支MPX及SG 516[24][25]，卻遭到落實制裁而被廠方取消訂單[26]，惟有改為向捷克購買1,000支CZ蠍式EVO 3 A1[27]，但因捷克是歐盟成員國使交易仍未能落實[27]。
  - 香港警務處：採用第二代MPX及MPX-K。
    - 跟蹤支援隊
    - 反恐特勤隊
    - 鐵路應變部隊[28]
    - 小艇分區

  - 懲教署：採用第三代MPX SBR。
- 印度
  - 國家安全衛隊（英语：National Security Guard）
- 印度尼西亞
  - 印尼空軍布拉沃90分遣隊（英语：Bravo Detachment 90）
  - 印尼國家警察（英语：Indonesian National Police）
- 日本
  - 日本海上自衛隊特別警備隊
- 马来西亚
  - 馬來西亞武裝部隊防衛特種作戰師
- 馬爾他
  - 馬耳他警察部隊（英语：Malta Police Force）特別干預單位
- 墨西哥
  - 墨西哥海軍
  - 特警單位
- 中華民國
  - 國家安全局[29]
  - 內政部警政署保安警察第一總隊維安特勤隊
  - 中華民國海軍陸戰隊特勤隊[30]
  - 中華民國陸軍高空特種勤務中隊
- 羅馬尼亞
  - 特種部隊單位
- 塞爾維亞
  - 塞爾維亞內務部反恐特別部隊
- 瑞士
  - 警察單位
- 泰國
  - 泰國皇家警察[31]
- 乌克兰
  - 烏克蘭武裝部隊[32]
- 美国
  - 美國陸軍[33]
  - 美國國土安全部

## 流行文化

### 电影
- 2019年—《殺神John Wick 3》：型號為第二代MPX、MPX Copperhead原型槍和TTI MPX卡賓槍型。
  - 第二代MPX裝有紅點鏡，由摩洛哥武裝份子所使用，亦曾被索菲亞·阿茲瓦爾（哈莉·貝瑞飾演）所搶奪。
  - MPX Copperhead原型槍裝有ROMEO 4T紅點鏡、Inforce APL第三代戰術燈、Magpul垂直握把和ZR Tactical伸縮式槍托，由摩洛哥武裝份子所使用，亦曾被約翰·維克（基努·里維斯飾演）所搶奪。
  - TTI MPX卡賓槍型裝有Trijicon MRO紅點鏡、Streamlight TLR-8槍燈／鐳射模組、TTI +11 base pad彈匣增大容量底板（增至41發）和BCM可調節式槍托，由約翰·維克（基努·里維斯飾演）用於紐約飯店的槍戰。
- 2021年—《駭客任務：復活》：型號為MPX Copperhead，裝有紅點鏡，由伯格（布萊恩·J·史密斯飾演）所使用。

### 電視劇
- 2024年—《海豹突擊隊》第7季：型號為第3代MPX-K，由美國海軍特種作戰開發群布拉沃小隊所使用。

### 电子游戏
- 2013年—：资料片「龍之獠牙」（Dragon's Teeth）武器之一。只在聯機模式中登場。型號為MPX原型槍，命名為「MPX」，發射.40 S&W子彈，載彈量25+1發，槍上的左側原西格&紹爾的標誌被改為“CHD COMBAT PDWX”，為「工程兵」（Engineer）的解鎖武器包武器之一，於完成小任務「並非肉腳」（獲得個人防衛武器勳帶2次、在連線模式中連接10點及獲得「小隊指令實行」10次）時解鎖，被歸類為個人防衛武器，並可以使用反射式、雷射瞄準器、舒適握把、制動器、M145（放大3.4倍）、手電筒、直角握把、防火帽、全像、寛型握把、消音器、ACOG（放大4倍）、斜視金屬瞄準器、重型槍管以及七件戰鬥包附件（FLIR（紅外線放大2倍）、JGM-4（放大4倍）、土狼、稜鏡（放大3.4倍）、消光器、折疊握把、馬鈴薯握把、直立握把、綠點雷射瞄準器、紅外線夜視鏡（紅外線放大1倍）、眼鏡蛇、LS06消音器、PBS-4消音器、雷射／燈光組合、PK-A（放大3.4倍）、PKA-S、PSO-1（放大4倍）、R2消音器、戰術燈、三光束雷射、HD-33當中之七）。
- 2013年—《2》：為icebreaker活動中新增的武器。
- 2014年—：型號為MPX原型槍，命名為「KF5」，黑色槍身，以40發（聯機模式可使用改裝：延長彈匣增至60發）彈匣供彈，初始攜彈量為120發（戰役模式和聯機模式），最高攜彈量為192發（戰役模式和聯機模式）。戰役模式之中由朝鲜人民军、反科技恐怖組織KVA和私人軍事服務公司「阿特拉斯」（Atlas）所使用；聯機模式時為首先解鎖武器，並可以使用紅點鏡、混合式瞄準鏡、自动对焦瞄準鏡、目標增強瞄準鏡、熱成像儀、ACOG光學瞄準鏡、雷射瞄準器、前握把、槍托、追踪器、先進膛線、延長彈匣、雙排彈匣、射速增加、消音器、抛物线麦克风、快速抽出握把；動力服生存模式時為輕裝兵主要起始武器。
- 2015年—：型號為MPX原型槍，命名為「MPX」，歸類為衝鋒槍，發射.40 S&W子彈，載彈量30+1發（可使用改裝：延長彈匣增至40+1發），最高攜彈量為62+31發。武器商店中價格為$19,800，能夠由執法機關機械師（Mechanic）所使用（罪犯解鎖條件為：以任何陣營進行遊戲使用該槍擊殺1250名敵人後購買武器執照）。可加裝各種瞄準鏡（反射、眼鏡蛇、全息瞄準鏡（放大1倍）、PKA-S（放大1倍）、Micro T1、SRS 02、Comp M4S、M145（放大3.4倍）、PO（放大3.5倍） 、ACOG（放大4倍）、PSO-1（放大4倍）、IRNV（放大1倍）、FLIR（放大2倍））、附加配件（傾斜式機械瞄具、傾斜式紅點鏡、槍托、延長彈匣、電筒、戰術燈、激光瞄準器）及槍口零件（制退器、補償器、重槍管、抑制器、消焰器）。單人模式當中則能夠由主角尼古拉斯·門多薩所使用。
- 2015年—：為MPX原型槍和第一代型號的混合槍，命名為「MPX」。由Navy SEALs幹員Valkyrie及美國特勤局幹員Warden所使用。
- 2016年—《湯姆克蘭西：全境封鎖》：命名為「莊家」，歸類在衝鋒槍的奇特品。
- 2016年—《逃離塔科夫》：登場型號為第一代MPX和第一代MPX-SD。
- 2018年—《地面部隊》（Ground Branch）：型號為第一代MPX，命名為“MPX”。
- 2021年—《嚴陣以待》：型號為第一代MPX，命名為“MPX”。
- 2021年—《蔚藍檔案》：早瀨優香的固有武器「Logic & Reason」及美甘寧瑠的固有武器「Twin Dragon」原型。
- 2022年—：型號為第二代MPX，命名为“BAS-P”，最初僅於戰役模式登場，後於第一季實裝至聯機模式。

## 資料來源
1. 1 2 3 4 5 6 7  .   [2014-07-20]. （原始内容存档于2014-08-07）.
2. 1 2 3 4 5 6 7  .   [2014-07-20]. （原始内容存档于2014-08-08）.
3. 1 2 3 4 5 6 7  .   [2014-07-20]. （原始内容存档于2014-08-07）.
4. 1 2 3 4 5 6  .   [2014-07-20]. （原始内容存档于2014-08-07）.
5. 1 2 3  .   [2014-07-20]. （原始内容存档于2014-07-15）.
6. 1 2  Harrison, Iain.  3 (21). Recoil. 2015  [2019-01-25]. （原始内容存档于2018-12-24）.
7. ↑  MPX, SIG.  (PDF). （原始内容存档 (PDF)于2014-04-02）.
8. ↑  . modernfirearms.net.   [2017-08-27]. （原始内容存档于2017-08-27） （英语）.
9. ↑  Mann, Richard Allen; Lee, Jerry. . Iola, Wisconsin: F+W Media. 2013-11-20: 206. ISBN 978-1-4402-3752-2.[]
10. 1 2  Ayoob, Massad. . Iola, Wisconsin: F+W Media. 2014-05-14. ISBN 978-1-4402-3920-5.[]
11. ↑  Staff. . by American Rifleman. 2016-01-14  [2019-01-25]. （原始内容存档于2018-07-31）.
12. ↑  Sweeney, Patrick. . Iola, Wisconsin: "F+W Media, Inc.". 2016-01-18: 139. ISBN 978-1-4402-4532-9.[]
13. ↑  Crane, David. . Defense Review. 2014-05-24  [2019-01-25]. （原始内容存档于2019-01-26）.
14. ↑  The Rise And Fall Of The SB-15 ‘Sig Brace’ （页面存档备份，存于） Grand View Outdoors. March 24, 2015.
15. ↑  .   [2019-01-25]. （原始内容存档于2019-01-26）.
16. ↑  "ATF Rules Against SIG MPX" （页面存档备份，存于）, The Outdoor Wire, 14 April 2014
17. ↑  "Judge favors ATF in Sig lawsuit: It's a silencer" （页面存档备份，存于）, Guns.com, 25 September 2015
18. ↑  . 明報. 2019-06-20  [2019-12-01]. （原始内容存档于2020-03-18）.
19. ↑  . 立場新聞. 2017-12-07  [2020-07-01]. （原始内容存档于2020-07-01）.
20. ↑  . BBC. 2020-06-30  [2020-07-01]. （原始内容存档于2020-07-21）.
21. ↑  . BBC. 2020-07-07  [2020-12-07]. （原始内容存档于2021-04-18）.
22. ↑  . 自由時報. 2020-08-18  [2020-12-07]. （原始内容存档于2021-11-26）.
23. ↑  . 立場新聞. 2021-01-02  [2021-03-23]. （原始内容存档于2021-01-17）.
24. ↑  .   [2021-02-17]. （原始内容存档于2021-02-14）.
25. ↑  . RFI. 2021-02-15  [2021-02-28]. （原始内容存档于2021-02-16）.
26. ↑  . 立場新聞. 2021-02-17  [2021-02-28]. （原始内容存档于2021-02-28）.
27. 1 2  . 蘋果日報. 2021-02-15  [2021-02-28]. （原始内容存档于2021-02-14）.
28. ↑  .   [2018-12-21]. （原始内容存档于2018-12-21）.
29. ↑  記者洪哲政.  (新闻稿). 聯合新聞網. 2021-09-07  [2021-09-07]. （原始内容存档于2021-10-30） （中文（臺灣））.
30. ↑  .   [2019-03-17]. （原始内容存档于2020-06-25）.
31. ↑  .   [2018-07-17]. （原始内容存档于2018-07-15）.
32. ↑  []https://mobile.twitter.com/war_noir/status/1607345834705752066 （页面存档备份，存于）
33. ↑  .   [2018-07-17]. （原始内容存档于2018-07-17）.

## 外部連結
- （英文）—Official page
- （英文）—Modern Firearms—SIG-Sauer MPX submachine gun（页面存档备份，存于）
- （英文）—The Firearm Blog.com—
  - SIG MPX Submachine Gun 9mm NATO, .357SIG and .40 S&W（页面存档备份，存于）
  - Sig MPX Submachine Guns（页面存档备份，存于）
  - Sig Sauer Releases The MPX For Public Sale（页面存档备份，存于）
  - Sig Sauer vs. ATF on Pause Pending Third Muzzle Brake Classification（页面存档备份，存于）
  - Sig Sauer MPX-SD（页面存档备份，存于）
  - SIG’s Dispute with the BATFE Over MPX Muzzle Brake Continues（页面存档备份，存于）
  - KAK Industry Sig MPX Pistol AR Buffer Tube Adapter（页面存档备份，存于）
  - hickok45 Reviews the SIG MPX Suppressed（页面存档备份，存于）
  - The SIG MPX: The King is dead, long live The King（页面存档备份，存于）
  - SIG SAUER MPX-C and SIGM400-Predator to Release at SHOT（页面存档备份，存于）
  - ［SHOT 2016］ Lancer handguard for Sig MPX（页面存档备份，存于）
  - ［SHOT 2016］ X Products Sig MPX Drum Mag（页面存档备份，存于）
  - Top 5 Short Barrel Rifles/Shotguns (and What You Need to Know about ATF 41P Executive Order NOW)（页面存档备份，存于）
  - POTD: On Guard With Sig MPX（页面存档备份，存于）
  - Review: IWI Tavor 9mm As A Possible Race Gun（页面存档备份，存于）
  - POTD: MPX Bullet Spiral Pattern（页面存档备份，存于）
  - Breaking News: ATF Approves SB Tactical Collapsing Brace（页面存档备份，存于）
  - MAC Plays with the New SIG MPX Collapsible Arm Brace By SB Tactical（页面存档备份，存于）
  - TFBTV Mythbusting: Silenced SIG MPX（页面存档备份，存于）
  - DIY MPX Mag Modification: +5 rounds（页面存档备份，存于）
  - Rebuttal: Suppressed SIG MPX Can Spit Back In Your Face（页面存档备份，存于）
  - Review: SB Tactical’s New Collapsing Sig MPX Brace（页面存档备份，存于）
  - Sig Sauer Loses MPX “Muzzle Brake” Case to the ATF（页面存档备份，存于）
  - New CZ EVO and SIG MPX Stocks From Lage Manufacturing（页面存档备份，存于）
  - TFBTV Shooting: The SIG MPX, Suppressed and Unsuppressed（页面存档备份，存于）
- （英文）—The Truth About Guns.com—
  - New from SIG SAUER: MPX Submachine Gun, Carbine（页面存档备份，存于）
  - Hands On with the SIG SAUER MPX（页面存档备份，存于）
  - Photos: Hands On with SIG SAUER’s MPX, MCX, and P320（页面存档备份，存于）
  - Video: Full Auto SIG SAUER MPX in Slow Motion（页面存档备份，存于）
  - First Impressions: SIG SAUER's MPX SMG（页面存档备份，存于）
  - SIG SAUER Suspends Lawsuit Against ATF Over MPX’s New Muzzle Brake（页面存档备份，存于）
  - SIG SAUER Begins Production of Civilian MPX（页面存档备份，存于）
  - TTAG 2014 Reader’s Choice Award, Best New Rifle: SIG SAUER MPX（页面存档备份，存于）
  - Now Shipping: SIG SAUER MPX（页面存档备份，存于）
  - Gun Review: SIG SAUER MPX Pistol（页面存档备份，存于）
  - Ask Foghorn: SIG SAUER MPX Versus CZ Scorpion EVO 3 S1（页面存档备份，存于）
  - Which Gun Would You Grab: SIG SAUER MPX-9 Pistol or CZ Scorpion EVO 3?（页面存档备份，存于）
  - Judge: SIG SAUER’s MPX “Muzzle Brake” Is Actually a Silencer（页面存档备份，存于）
  - SIG SAUER at the 2015 Texas Firearms Festival. Come and Shoot It! ［VIDEO］（页面存档备份，存于）
  - SIG SAUER Introduces 16 Inch MPX (GEN II)（页面存档备份，存于）
  - New From Lancer Systems: MPX Handguard and AR-15 Blue Training Mags（页面存档备份，存于）
  - SIG SAUER MPX SBR Suppressed Sub-Machine Gun: The Ultimate PDW?（页面存档备份，存于）
- （英文）—Guns & Ammo.com—
  - Introducing the SIG Sauer MPX Submachine Gun
  - At the Range: SIG Sauer MPX Submachine Gun
  - At the Range: WWII Submachine Guns
  - New Sig Sauer Guns for 2016（页面存档备份，存于）
  - 10 Great New Guns for 2016
- （英文）—Tactical-Life.com—
  - Sig Sauer MPX 9mm Submachine Gun | Gun Review
  - Preview: Sig Sauer MPX | Gun Review
  - Sig Sauer M400 Carbon Fiber Rifle & MPX Pistol – Gun Review | VIDEO（页面存档备份，存于）
  - Sig Sauer MPX Pistol – New for 2014 | VIDEO（页面存档备份，存于）
  - Sig Sauer MPX
  - Sig Sauer’s Newest Warriors（页面存档备份，存于）
  - Gun Test of the Sig Sauer MPX 9mm Ultra-Compact Submachine Gun（页面存档备份，存于）
  - Sig Sauer’s MPx 9mm SMG Is a Compact Powerhouse（页面存档备份，存于）
  - Multi-Cal Machine’s: Sig Sauer’s MPX and MCX Series（页面存档备份，存于）
  - VIDEO: Test-Firing Sig Sauer’s Innovative 9mm MPX-P Pistol（页面存档备份，存于）
  - Handgun Roundup: 11 Maximized Megapistols（页面存档备份，存于）
  - 56 of the Best Pistols From Specials Weapons Magazine in 2015
  - MPX: Sig Sauer’s Revolutionary 9mm Pistol-Caliber Carbine（页面存档备份，存于）
- （英文）—Personal Defense World.com—
  - VIDEO: Sig Sauer's Semi-Auto MPX-P Arrives In 9mm（页面存档备份，存于）
  - 27 Full-Sized Pistols From COMBAT HANDGUNS In 2015（页面存档备份，存于）
  - SIG SAUER Releases SIG MPX Carbine in 9mm（页面存档备份，存于）
- （英文）—Buckeye Firearms Association－ATF Rules Against SIG SAUER MPX（页面存档备份，存于）
- （英文）—SIG MPX adaptive submachine gun
- （英文）—Sig MPX-C Civilian Model
- （简体中文）—D Boy Gun World（槍炮世界）—SIG MPX冲锋枪（页面存档备份，存于）